# Битуит
Битуит (на латински: Bituitus) е крал на галското племе арверни до 121 пр.н.е. в днешния район Оверн във Франция.
Син е на Луерний (Luernius), който е крал на арверните през 2 век пр.н.е.
На 8 август 121 пр.н.е. Битуит e победен и пленен в битка при вливането на Изер в Рона от римския консул Квинт Фабий Максим Алоброгик и Гней Домиций Ахенобарб. След това е показан в неговата сребърна броня на триумфално шествие на Фабий в Рим.
След това е закаран в градския затвор на Алба Фуценс в региона Абруцо в Италия.
Баща е на Конгонециак или Контониат (Congonnetiacus, Contoniatus), който е поставен от римляните като клиентелски крал.